# Adalbert II de Toscane

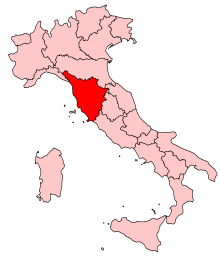
Toscane.

Pour les articles homonymes, voir Adalbert.
Adalbert II de Toscane (c. 875 - 915), appelé le Riche, est le fils et successeur d'Adalbert Ier de Toscane et de Rothilde, fille de Guy Ier de Spolète, et petit-fils de Boniface II.

## Biographie
Adalbert II fut un acteur majeur des troubles de la Lombardie, à une époque où de nombreux princes se disputaient les dépouilles de l'Empire carolingien. Avant la mort de son père (884 ou 886), il portait le titre de comte : il hérite de celui-ci les titres de comte et duc de Lucques, de « Tutor Corsicae » et de marquis de Toscane.  
Aux côtés de l'empereur Guy de Spolète (son oncle maternel, fils de Guy Ier), il combattit Bérenger Ier de Frioul puis Arnulf de Carinthie, qui le fit prisonnier en 894. Ayant retrouvé sa liberté, il prit alors parti pour Bérenger et, combattant pour lui, fut battu et capturé en 898 par Lambert de Spolète près de San Donnino. Libéré une nouvelle fois, il prit les armes contre Bérenger et en faveur de Louis l'Aveugle, qu'il fit couronner roi d'Italie à Pavie le 12 octobre 900, avant de l'abandonner de nouveau au profit de Bérenger, dans un va-et-vient typique des grands feudataires italiens de l'époque.  
Entre 895 et 898, il épouse Berthe (c.863, 8 mars - 925), la fille de Lothaire II de Lotharingie, veuve du comte Theobald d'Arles et mère d'Hugues. Adalbert et Berthe eurent au moins trois enfants : 
- Guy, qui lui succède comme comte et duc de Lucques, et marquis de Toscane ;
- Lambert, successeur de son frère Guy ;
- Ermengarde (morte le 29 février 932), qui épouse (en 915) Adalbert Ier d'Ivrée.

Il meurt le 10 ou le 15 septembre 915, et est inhumé dans la cathédrale de Lucques. Sa veuve Berthe assume la régence de son jeune fils Guy.